# Râul Burla
Râul Burla este un curs de apă, afluent al râului Sitna. 